# Blechnum loxense
Blechnum loxense är en kambräkenväxtart som först beskrevs av Carl Sigismund Kunth, och fick sitt nu gällande namn av William Jackson Hooker och Carl E. Salomon. Blechnum loxense ingår i släktet Blechnum och familjen Blechnaceae. Utöver nominatformen finns också underarten B. l. stenophyllum.